# Laura Choinet
Laura Choinet (* 25. September 1984) ist eine französische Badmintonspielerin. 

## Karriere
Laura Choinet gewann nach mehreren Nachwuchstiteln in Frankreich 2008 die Croatian International. 2009 und 2010 wurde sie französische Meisterin im Mixed. 2010 siegte sie ebenfalls im Damendoppel. 

## Sportliche Erfolge
| Saison    | Veranstaltung                                | Disziplin   | Platz | Name                               |
| --------- | -------------------------------------------- | ----------- | ----- | ---------------------------------- |
| 1999/2000 | Französische Nachwuchsmeisterschaft (Cadets) | Mixed       | 1     | Julien Tchoryk / Laura Choinet     |
| 2000/2001 | Französische Nachwuchsmeisterschaft (Cadets) | Mixed       | 1     | Christophe Mauguen / Laura Choinet |
| 2000/2001 | Französische Nachwuchsmeisterschaft (Cadets) | Dameneinzel | 1     | Laura Choinet                      |
| 2002/2003 | Französische Juniorenmeisterschaft           | Dameneinzel | 1     | Laura Choinet                      |
| 2002/2003 | Französische Juniorenmeisterschaft           | Damendoppel | 1     | Laura Choinet / Aurélie Bréard     |
| 2003      | Welsh International                          | Damendoppel | 2     | Laura Choinet / Perrine Lebuhanic  |
| 2008      | Croatian International                       | Mixed       | 1     | Baptiste Carême / Laura Choinet    |
| 2008/2009 | Französische Meisterschaft                   | Mixed       | 1     | Baptiste Carême / Laura Choinet    |
| 2009/2010 | Französische Meisterschaft                   | Mixed       | 1     | Baptiste Carême / Laura Choinet    |
| 2009/2010 | Französische Meisterschaft                   | Damendoppel | 1     | Laura Choinet / Weny Rahmawati     |
| 2014      | Französische Meisterschaft                   | Mixed       | 1     | Laurent Constantin / Laura Choinet |